# 埃迪鎮區 (明尼蘇達州清水縣)
埃迪鎮區（英語：Eddy Township）是位於美國明尼蘇達州清水縣的一個行政鎮區。

## 地方資料
埃迪鎮區的面積為92.20平方千米，當中陸地面積為90.20平方千米，而水域面積為2.00平方千米。根據2020年美國人口普查的數據，當地共有人口303人，而人口密度為每平方千米3.29人。